# Bob Hall (Musiker)
Bob Hall (* 13. Juni 1942 in West Byfleet, Surrey) ist ein britischer Blues- und Jazz-Pianist.

## Leben und Wirken
Hall war Gründungsmitglied von verschiedenen britischen Bluesbands wie Savoy Brown, The Groundhogs, Tramp, The Sunflower Blues Band und The De Luxe Blues Band. Daneben hat er mit Musikern wie Peter Green, Danny Kirwan und Mick Fleetwood zusammengearbeitet und ist regelmäßig als Gast von The Blues Band mit Paul Jones zu hören. Er begleitete auch amerikanische Bluesmusiker wie John Lee Hooker, Howlin’ Wolf, Little Walter, Jimmy Witherspoon, Homesick James, Lightnin’ Slim oder Charlie Musselwhite.
Hall wird von vielen als Englands bester Boogie-Woogie-Pianist angesehen. Er ist unter anderem auf dem North Sea Jazz Festival aufgetreten. In seiner Boogie-Woogie Big Band Rocket 88 spielten unter anderem Ian Stewart, Hal Singer, Don Weller und Dick Morrissey, Alexis Korner, Charlie Watts und Jack Bruce. 2004 gründete er "The British Blues All Stars", einer Bluesband, der in verschiedenen Besetzungen Größen der britischen Bluesmusik der 1960er Jahre angehören.

## Diskographische Hinweise
- Left Hand Roller (Jeton 1979)
- What Goes Round (SPV Blue)
- Hal, Steward, Bruce, Antolini & Friends: Blues & Boogie Explosion (mit Hal Singer, Willie Garnett, Charly Antolini, George Green, Ian Stewart, Danny Adler, Jack Bruce)
- Bob Hall & George Green: Shufflin' the Boogie (Jazz Colours, 1999)